# Misó de Quenes
Misó (en grec Μύσων Myson) va ser un savi grec nadiu de Quenes o Quen (Cenae o Cen) una ciutat de Lacònia segons diuen Diògenes Laerci, basant-se en Sosícrates, i Esteve de Bizanci o a la zona del mont Oeta segons les opinions de Pausànias. Es diu que era fill d'Estrimó i que era pagès. Diògenes Laerci explica que quan Anacarsis va preguntar a l'oracle si hi havia algú més savi que ell, la Pítia li va contestar:
| « | Dic que a Quenes hi ha un Misó que és mes savi en el seu enteniment que tu. | » |

Quan, ple de curiositat va arribar al poble de Misó el va trobar en ple estiu llaurant unes terres i li va dir: "Ara no es temps de llaurar" i Misó va contestar: "Però sí de preparar el terreny". Aristoxen diu que Misó era un misantrop. En una ocasió el van veure riure tot sol en un lloc molt solitari, i un li va preguntar perquè reia quan no hi havia ningú a la vora, i va dir: "Per això mateix". Deia que no hem de deduir els fets de les paraules, sinó amb les paraules explicar els fets. Va viure noranta set anys.
Plató diu d'ell al Protàgores que era un dels set savis de Grècia, en el lloc de Periandre de Corint.